# Taonga
Un taonga est, dans la culture maori, un trésor, qu'il soit tangible ou non. Parmi les taonga tangibles on trouve des artéfacts et objets hérités, les terres et les pêcheries. Parmi les intangibles on compte la langue, la religion, et les droits sur les zones ripariennes.
Les taonga ont une signification constitutionnelle en Nouvelle-Zélande : le second article du Traité de Waitangi garantissait que les signataires Maori retiendraient la possession de leurs taonga sous domination britannique. La section 6(e) du Resource Management Act 1991 dispose qu'on doit « reconnaître et assurer la relation des Maori et leurs culture et traditions avec leurs terres, eaux, sites, wahi tapu et autres taonga ancestrales », en tant que sujet d'importance nationale.
Il y a débat sur ce qui peut être considéré taonga, ainsi que sur leurs conséquences sur les politiques concernant certains sujets, dont la propriété intellectuelle et le génie génétique,.
Les noms maori de beaucoup de musées néo-zélandais incluent le terme de « whare taonga », littéralement « maison de trésors ». Le Ministry for Culture and Heritage (ministère de la Culture et du Patrimoine) s'appelle Te Manatū Taonga en maori.